# Referendum na Malcie w 2011 roku
Referendum na Malcie w 2011 roku odbyło się 28 maja 2011 roku i miało na celu poddanie pod głosowanie kwestii dopuszczalności rozwodów.

## Sytuacja prawna przed referendum
Do czasu referendum Malta była jednym z dwóch w Europie (obok Watykanu) i jednym z trzech państw na świecie (obok Filipin), w którym instytucja rozwodu nie istniała, choć honorowane były rozwody udzielone poza granicami kraju (47 w 2010 roku). Sposobami zakończenia związku, które dopuszczało przed referendum maltańskie prawodawstwo, były separacja i ubieganie się o orzeczenie nieważności małżeństwa przed władzami kościelnymi, choć z prawnego punktu widzenia małżeństwo nie zostawało rozwiązane. Ponadto Malta stosowała ustawodawstwo dotyczące alimentów i opieki nad dziećmi.
Malta jest według konstytucji krajem świeckim, ale ta sama konstytucja nadaje wyznaniu rzymskokatolickiemu status religii państwowej, a Kościołowi prawo i obowiązek nauczania, które wartości i zasady są dobre.
Przyczyną przeprowadzenia referendum była rosnąca liczba rozstań partnerów mimo braku rozwodów, wspólne zamieszkiwanie partnerów bez ślubu i liczba dzieci urodzonych poza małżeństwem.

## Inicjatywa prawodawcza
W czasie rządów Partii Pracy w 1981 roku istniały grupy działaczy, które namawiały rząd do wprowadzenia rozwodów, ale nie zdecydowano się wtedy na żadne działania. W 2010 roku z inicjatywą rozwiązania kwestii rozwodów wystąpił deputowany Partii Narodowej Jeffrey Pullicino Orlando, który zgłosił w lipcu projekt ustawy, ale rząd zaproponował referendum, licząc na odrzucenie projektu przez społeczeństwo. Ostatecznie projekt referendum poparł maltański parlament, ponieważ dwóch deputowanych Partii Narodowej zagłosowało wbrew własnemu ugrupowaniu.

## Aktywność Kościoła
W dniu głosowania wyraźnie widoczna była duża aktywność przedstawicieli Kościoła rzymskokatolickiego w mobilizowaniu przeciwników rozwodów, m.in. przywożenie do lokali osób niezdolnych do samodzielnego poruszania się i starszych oraz specjalnie przygotowywane na ten dzień treści kazań, biskup Gozo nazwał katolików popierających rozwody zdrajcami.

## Głosowanie

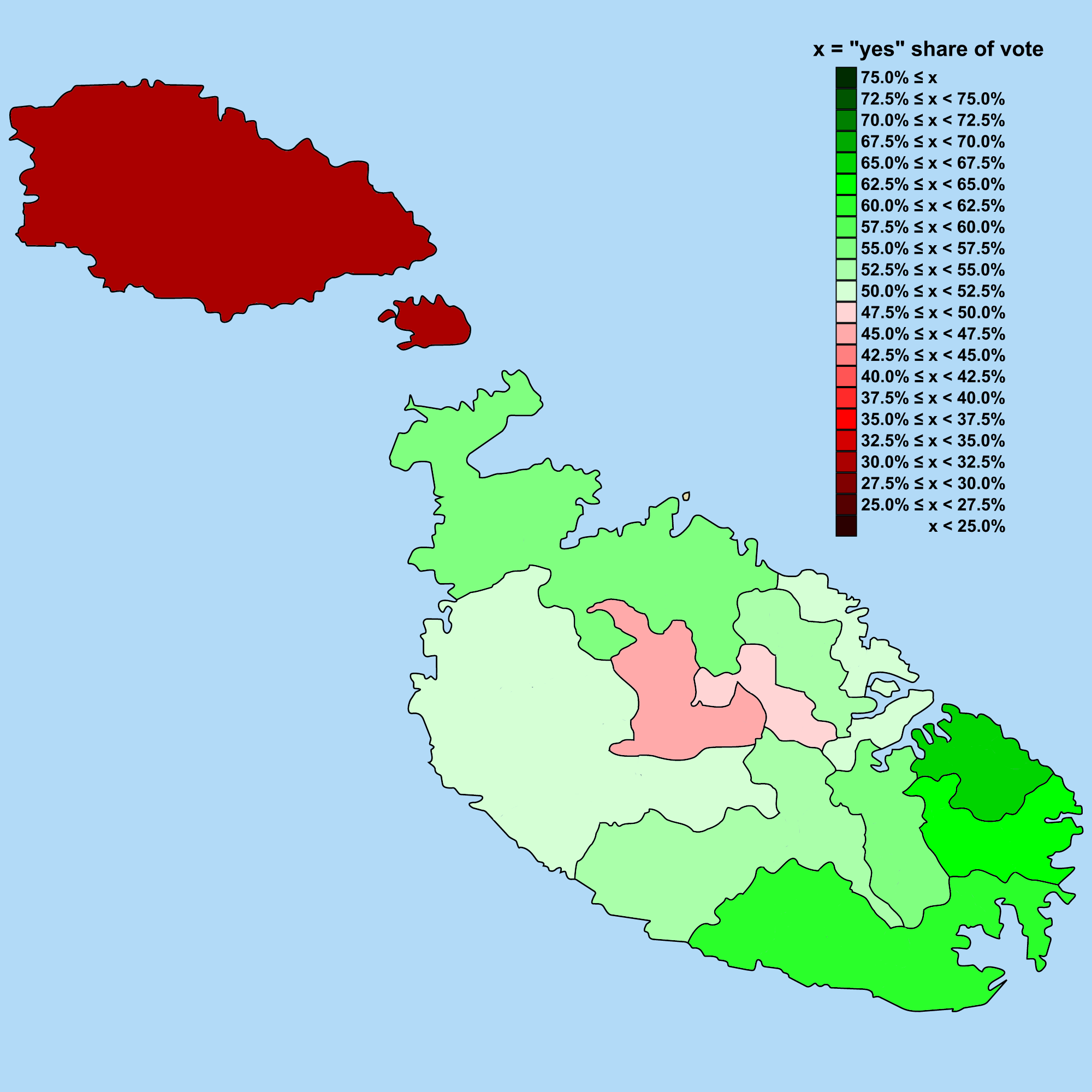

Pytanie w referendum brzmiało Czy zgadza się Pan/i na umożliwienie rozwodu parom małżeńskim, które pozostają w separacji od co najmniej czterech lat, jeżeli nie ma realnych szans na pojednanie, a kwestie alimentów i opieki nad dziećmi są uregulowane?.
Według oficjalnych wyników referendum za legalizacją rozwodów, które musi poprzedzić co najmniej czteroletnia separacja, opowiedziało się 53% głosujących przy frekwencji 72%. Premier Lawrence Gonzi zapowiedział wprowadzenie rozwodów do prawa cywilnego, choć wynik referendum nie jest wiążący dla rządu i parlamentu.
| Opcja       | Głosów  | Procent |
| ----------- | ------- | ------- |
| Za          | 122 547 | 52,67%  |
| Przeciw     | 107 971 | 46,4%   |
| Nieważne    | 2173    | 0,93%   |
| Razem       | 232 691 | 100%    |
| Frekwencja: | 72%     | 72%     |

## Następstwa
25 lipca maltański parlament stosunkiem 52 do 11 przy 5 wstrzymujących się głosach przyjął ustawę zezwalającą na rozwody. Ustawa weszła w życie w październiku tego samego roku.